# Rachel Martins
Rachel Loyola Martins, conhecida como Rachel Martins (São Paulo, 21 de julho de 1912 - São Paulo, 2 de dezembro de 1974) foi uma atriz, dubladora e comediante brasileira.

## Biografia
Rachel Martins desde cedo quis ser atriz. Nasceu na capital paulista em 1912 e aos 16 anos de idade foi trabalhar no circo para ajudar sua família.
Rachel Martins foi se especializando em comédia. Como comediante, fez grande sucesso nos anos 40 e 50, participando de diversos programas de rádio, dentre as quais a Rádio Cultura de São Paulo que era chamada de Palácio do Rádio e que fazia grande parte de sua programação ao vivo, no auditório da emissora. Ali, Rachel Martins reinava.
Depois, Rachel Martins foi para a televisão. Na TV Paulista, ela participou dos programas de Manoel da Nóbrega, maior nome do humor na época.
Trabalhou em três emissoras : TV Paulista (atual Rede Globo), TV Excelsior, e TV Tupi.
Rachel também fez vários filmes, tendo participado até de uma produção norte-americana.
Faleceu em 1974, em decorrência de um câncer, estava atuando na novela A Barba-Azul na trama ela era a personagem Zazá e sua personagem desapareceu da trama.

## Carreira

### Televisão
| Ano       | Título                    | Personagem                            | Notas                          |
| --------- | ------------------------- | ------------------------------------- | ------------------------------ |
| 1956-1960 | Praça da Alegria          | Vovó Moema                            |                                |
| 1959      | Teledrama                 | Prosepina                             | Episódio: "Orfeu da Conceição" |
| 1965      | O Céu É de Todos          | Calinda                               |                                |
| 1965      | Ainda Resta uma Esperança | Conceição                             |                                |
| 1965      | A Deusa Vencida           | Nhá Vina                              |                                |
| 1966      | Anjo Marcado              | —                                     |                                |
| 1968      | A Pequena Órfã            | Amazília                              |                                |
| 1969      | Sangue do Meu Sangue      | Bá                                    |                                |
| 1969      | A Cabana do Pai Tomás     | Martha Saint Clair                    |                                |
| 1970      | Pigmalião 70              | Carola von Rolambach                  |                                |
| 1970      | A Próxima Atração         | Lourdes                               |                                |
| 1971      | Minha Doce Namorada       | Dona Virgínia                         |                                |
| 1971      | Caso Especial             | Dona Clotilde, Secretária do Prefeito | Episódio: "N.º 1"              |
| 1973      | Os Ossos do Barão         | Rosa                                  |                                |
| 1974      | A Barba-Azul              | Zazá                                  |                                |
| 1974      | Caso Especial             | —                                     | Episódio: "Mulher"             |

### Cinema
| Ano  | Título                  | Personagem           |
| ---- | ----------------------- | -------------------- |
| 1952 | Simão, o Caolho         | Marcolina            |
| 1954 | O Circo Chegou à Cidade | Dona Maricota        |
| 1954 | Mulher de Verdade       | Vivi de Toledo Parma |
| 1955 | Senhora                 | Clara                |
| 1957 | A Doutora é Muito Viva  | —                    |
| 1963 | Crime no Sacopã         | —                    |
| 1968 | A Noite do Meu Bem      | Mãe de Dolores       |

### Rádio
- 1942 a 1950 - Palácio do Rádio (Rádio Cultura de São Paulo)
- 1954 e 1955 - Humor & Ironia (Rádio Cultura de São Paulo)
- 1957 a 1959 - As aventuras de Pimpolho (Rádio Cultura de São Paulo)